# نوبل إدوارد إروين
نوبل إدوارد إروين (بالإنجليزية: Noble Edward Irwin)‏ هو ضابط أمريكي، ولد في 29 سبتمبر 1869، وتوفي في 10 أغسطس 1937.